# Wollmatingen
Wollmatingen è una frazione (Stadtteil) della città di Costanza, nel land del Baden-Württemberg, in Germania.

## Storia
Già comune autonomo, fu soppresso e incorporato a Costanza il 1º agosto 1934.